# Reid Anderson
Reid Anderson (Minneapolis, 15 ottobre 1970) è un contrabbassista e compositore statunitense.
È principalmente conosciuto per essere un membro fondatore dei The Bad Plus, trio attualmente composto dal pianista Orrin Evans e dal batterista Dave King. Il gruppo, formatosi nel 1990, è in attività dal 2000 e fino al 2017 ne faceva parte il pianista Ethan Iverson. Anderson ha frequentato l'Università del Wisconsin-Eau Claire e si è poi laureato al Curtis Institute of Music.
È molto attivo anche come freelance, suonando sia in live che in studio con musicisti quali Jeff Ballard, Mark Turner, Uri Caine, Donna Lewis, Gerald Cleaver.

## Discografia

### Come leader
- Dirty Show Tunes (Fresh Sound, 1997)
- Abolish Bad Architecture (Fresh Sound, 1999)
- The Vastness of Space (Fresh Sound, 2000)

Con i The Bad Plus
- The Bad Plus (2001) - conosciuto anche come Motel
- Authorized Bootleg: New York 12/16/01 (2002) - album live
- These Are the Vistas (2003)
- Give (2004)
- Blunt Object: Live in Tokyo (2005) - album live
- Suspicious Activity? (2005)
- Prog (2007)
- For All I Care (2008)
- Never Stop (2010)
- Made Possible (2012)
- The Rite of Spring (2014)
- Inevitable Western (2014)
- The Bad Plus Joshua Redman (2015)
- It's Hard (2016)
- Never Stop II (2018)
- Activate Infinity (2019)

Con David King e Craig Taborn
- Golden Valley Is Now (Intakt, 2019)[1]

Con Ethan Iverson
- Construction Zone (Originals) (Fresh Sound, 1998)
- Deconstruction Zone (Standards) (Fresh Sound, 1998)
- The Minor Passions (Fresh Sound, 1999)
- Live at Smalls (Fresh Sound, 2000)

### Altre collaborazioni
- Jeff Ballard, Fairgrounds (Edition, 2019)
- Till Brönner, German Songs (Minor Music, 1996)
- Uri Caine, The Goldberg Variations (Winter & Winter 2000)
- Bill Carrothers, The Electric Bill (Dreyfus, 2002)
- Gerald Cleaver, Adjust (Fresh Sound, 2001)
- Jamie Cullum, In the Mind of Jamie Cullum (District 6, 2007)
- Orrin Evans, Listen to the Band (Criss Cross, 1999)
- Fred Hersch, Songs Without Words (2001)
- Donna Lewis, Brand New Day (Palmetto, 2015)
- Orange Then Blue, Hold the Elevator (GM, 1999)
- Mark Turner, Dharma Days (Warner Bros., 2001)
- Patrick Zimmerli, Twelve Sacred Dances (Arabesque, 1998)